# Альба (блюдо)
Альба или алба (тат. әлбә) — национальное татарское блюдо. Объект нематериального культурного наследия Республики Татарстан. Традиционное блюдо, готовящееся в честь рождения ребёнка, а также основное поминальное блюдо. Используется как основа при приготовлении талкыш-калеве.

## Описание
Блюдо, которое представляет собой сладкий десерт, очень простое в приготовлении. Основными ингредиентами являются: мука высшего сорта, сахар и топлёное масло. В чугунке или кастрюле с толстым дном растапливают масло, добавляют небольшими порциями муку и сахарный сироп, непрерывно помешивая, варят до получения густой массы желтоватого цвета. Готовая альба выкладывается на тарелки. По татарским обычаям, альба является обязательным блюдом на столе во время празднования рождения ребёнка. Следуя старинным традициям, десертом мажут рот новорождённого ребенка.